# 橋本車站 (神奈川縣)
橋本車站（日语：／ Hashimoto eki */?）位於日本神奈川縣相模原市綠區橋本六丁目以及二丁目，是東日本旅客鐵道（JR東日本）、京王電鐵的鐵路車站。

## 停靠路線
橋本站是JR東日本橫濱線與相模線、京王電鐵相模原線3條路線的停靠站，也是彼此的轉乘站。
相模線以本站為終點站。
東海旅客鐵道（JR東海）的中央新幹線計畫在此設站。

## 歷史
- 1908年（明治41年）9月23日 - 橫濱鐵道東神奈川站 - 八王子站間開通，本站開業。最初並未計畫設站，後在居民的請願下增設此站。
- 1910年（明治43年）4月1日 - 鐵道院租用。
- 1917年（大正6年）10月1日 - 收歸國有化，為國有鐵道橫濱線車站。
- 1931年（昭和6年）4月29日 - 相模鐵道相模線延伸至厚木站。
- 1944年（昭和19年）6月1日 - 相模鐵道相模線國有化，為國鐵相模線。
- 1945年（昭和20年）5月 - 國鐵橋本工場（後國鐵大宮工場（日语：大宮総合車両センター）橋本車輛中心）啟用，往工廠的側線完成。
- 1980年（昭和55年）3月 - 改建為現在的站房（第2代）。
- 1984年（昭和59年）
  - 2月1日 - 廢止貨物業務。保留北口東側1面2線的貨運用月台與國鐵工場線分岐往大和製罐東京工場的專用線。
  - 3月 - 橋本車輛中心關閉。1986年（昭和61年）用地一部分改建為忠實屋（日语：忠実屋）橋本店，2000年代後橋本郵便局與KOHNAN陸續開幕。另外，1990年左右撤除專用線部分鐵軌與平交道。
- 1987年（昭和62年）4月1日 - 國鐵分割民營化，為JR東日本車站。
- 1990年（平成2年）3月30日 - 京王相模原線延伸段通車，同時京王首度導入自動驗票閘門。
- 2001年（平成13年）11月18日 - JR東日本啟用IC卡Suica。
- 2004年（平成16年）12月 -京王電鐵付費區內設置電梯。
- 2005年（平成17年）1月 -JR付費區內設置電梯。
- 2007年（平成19年）3月18日 - 京王電鐵啟用IC卡PASMO。
- 2009年（平成21年）12月～2010年（平成22年）1月 - JR橋本站設置月台候車室。
- 2013年（平成25年） - 站內LED照明、室內標誌裝修
- 2014年（平成26年）3月31日 - View Plaza（日语：びゅうプラザ）結束營業。
- 2018年（平成30年）2月22日：京王相模原線「京王Liner」運行開始，下行列車此站終着。
- 2019年（平成31年）2月22日：京王相模原線，新設本站始發的上行「京王Liner」。
- 2020年（令和2年）2月14日 - 京王電鉄定期券售票處営業終了。
- 2021年（令和3年）6月3日：横濱線月台（2番線除外）開始使用月台門。
- 2022年（令和4年）3月11日：翌日時間表改正，相模線列車不再直通運行，前往八王子。

### 站名由來
站名來自江戶時代的「橋本宿」。

## 車站構造

### JR東日本
JR車站站房屬跨站式站房設計。站房內有綠色窗口（營業時間：7:00－20:00）和連接京王車站的通道。月台方面，設有1座側式月台及2座島式月台，合計共3面5線。橫濱線主要使用1－3號月台，相模線主要使用4、5號月台。
月台的相模原、南橋本側有連絡通道，並設有電梯與電扶梯。
由於在JR集團的路線中還有另一個遠在關西地區和歌山縣，屬西日本旅客鐵道（JR西日本）和歌山線的橋本車站，為了作為區別，在長途列車的車票上，會以「（橫）橋本」的方式代表本站，其中「橫」字是本站所屬的橫濱線之意。

#### 月台配置
以北邊的側式月台為1號月台。
| 月台 | 路線    | 方向 | 目的地                             | 備註                   |
| ---- | ------- | ---- | ---------------------------------- | ---------------------- |
| 1    | 橫濱線  | 上行 | 町田、新橫濱、東神奈川、櫻木町方向 |                        |
| 2    | 橫濱線  | 上行 | 町田、新橫濱、東神奈川、櫻木町方向 | 本站始發               |
| 3    | 橫濱線  | 下行 | 相原、八王子方向                   | 僅早晨始發1班在2號月台 |
| 4・5 | ■相模線 | 上行 | 海老名、厚木、茅崎方向             |                        |

（來源：JR東日本:車站構內圖 （页面存档备份，存于））
- 2號月台主要停靠的是早晨的下行本站始發列車，與周六日往町田、東神奈川方向在本站待避特急濱甲斐的所有電車。早晚尖峰時刻等部分時段，由於出入車庫的關係，有本站始發與本站終停、折返的電車班次。快速班次運行的白天時段，若是要轉乘下行班次，可在同平台搭乘後續的快速電車。若是上行，因為快速停在1號月台，須上下樓梯換乘。若要前往通過站矢部站、淵野邊站、古淵站，在相模原站轉乘較為便利。
- 東南方有橫濱線留置車輛的鎌倉車輛中心（日语：鎌倉車両センター）橋本派出所。
- 1號月台與2號月台之間有條不靠月台的軌道。在旅客資訊以外的場合將此條軌道稱為2號線，2號月台稱為3號線，以此類推。此條線路是過去貨車與機關車的調度及待避線，或是臨時列車的暫時停留線，近年鮮少使用。但東南方的車輛留置線有時會作為橫濱線車輛的留置線。
- 相模線月台側旁的2線是留置線與八王子側的調車線，主要由相模線車輛使用。另外，八王子側的調車線是過去國鐵橋本工場的專用線一部分。
- 各月台發車音樂分別為1號月台的「Verde Rayo」、2號月台的「Mellow time」、3號月台的「Water Crown」、4與5號月台的「近郊地域20號」。
- 2015年5月29日起，JR月台導入ATOS。是當初上野東京線、宇都宮線等使用的最新型系統。

#### 站內設備
- KIOSK - 剪票口內右側。
- 餐飲店 - 1號月台旁的「味之食彩橋本」內，部分店鋪在付費區內。
- 綠色窗口（營業時間 7:00 - 20:00）。過去自動售票機旁僅有一個窗口，由於是與周邊大學眾多的京王線轉乘站，每當新學期開始可見購買通學定期券的學生在窗口前大排長龍，2007年3月15日新設1台指定席售票機，2008年11月隨著View Plaza整修，再增設窗口與指定席售票機。View Plaza現在已中止營業。
- JR剪票口前的通道可通往京王線大廳，人潮眾多。通道旁的商店如下。
  - NewDays（便利商店）
  - BECK'S COFFEE SHOP（日语：BECK'S COFFEE SHOP）
  - UNIQLO
  - VIEW ALTTE（日语：ビューアルッテ） (ATM)

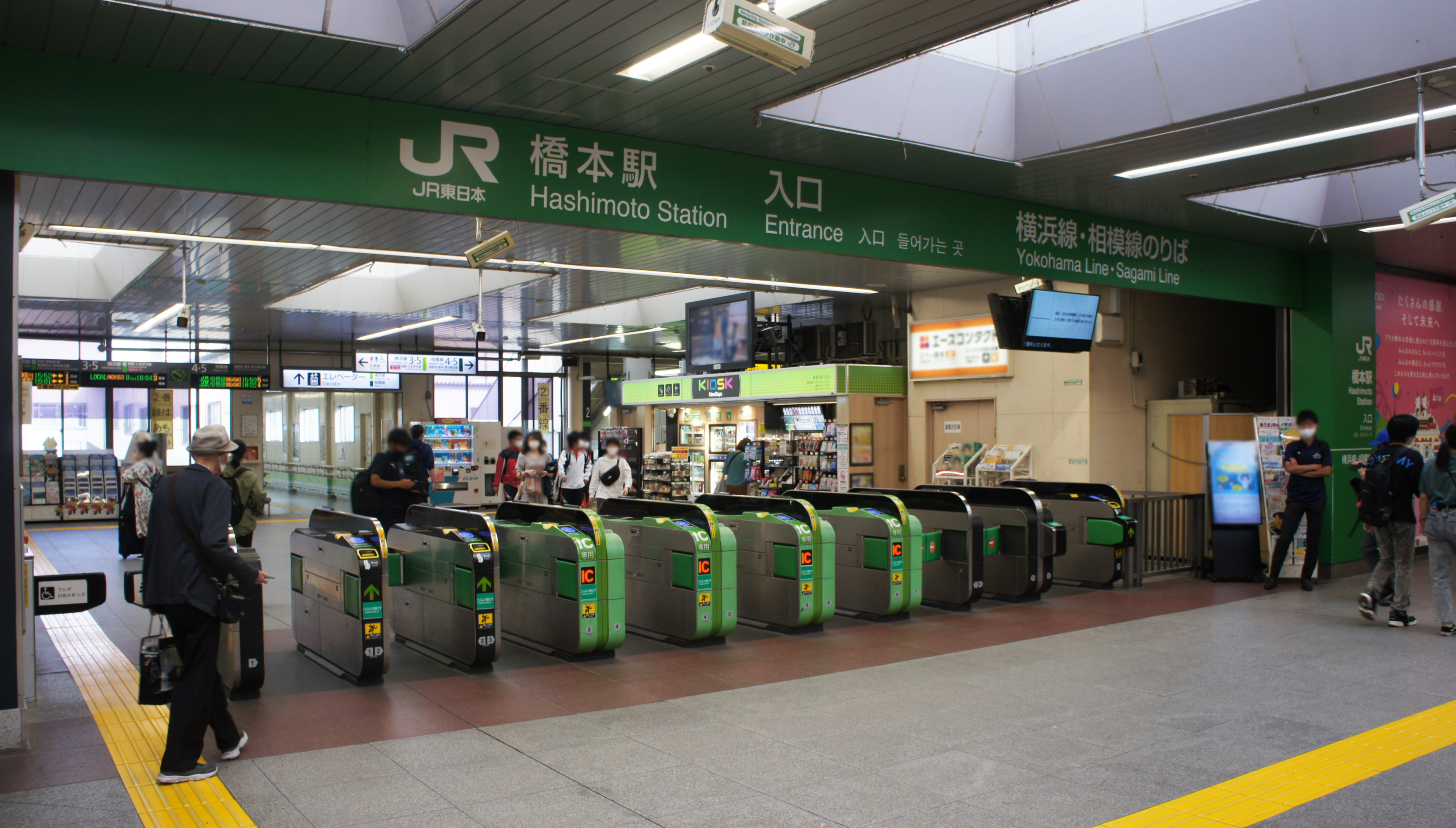
JR閘口（2021年5月）
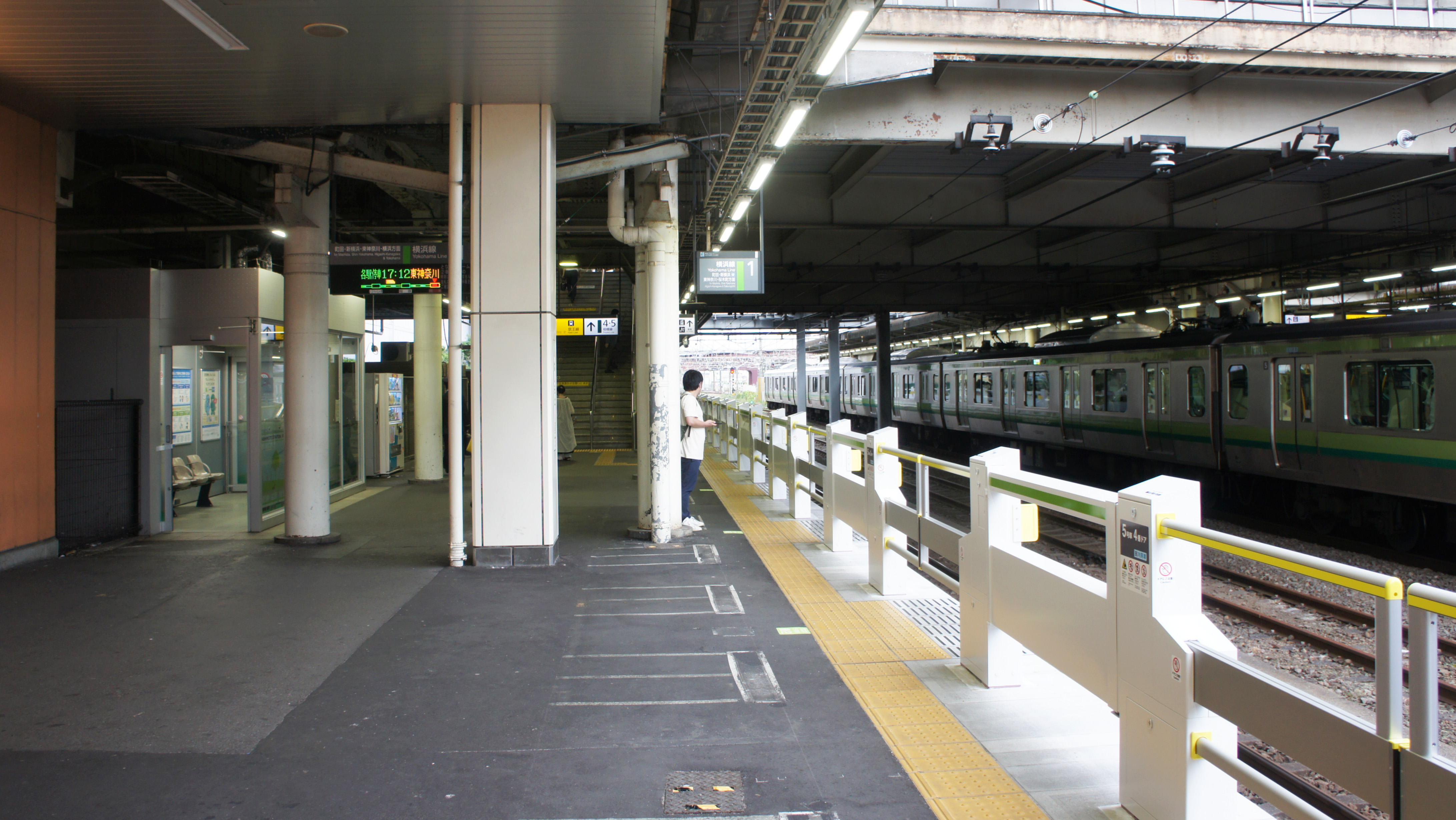
JR1號月台（2021年6月）
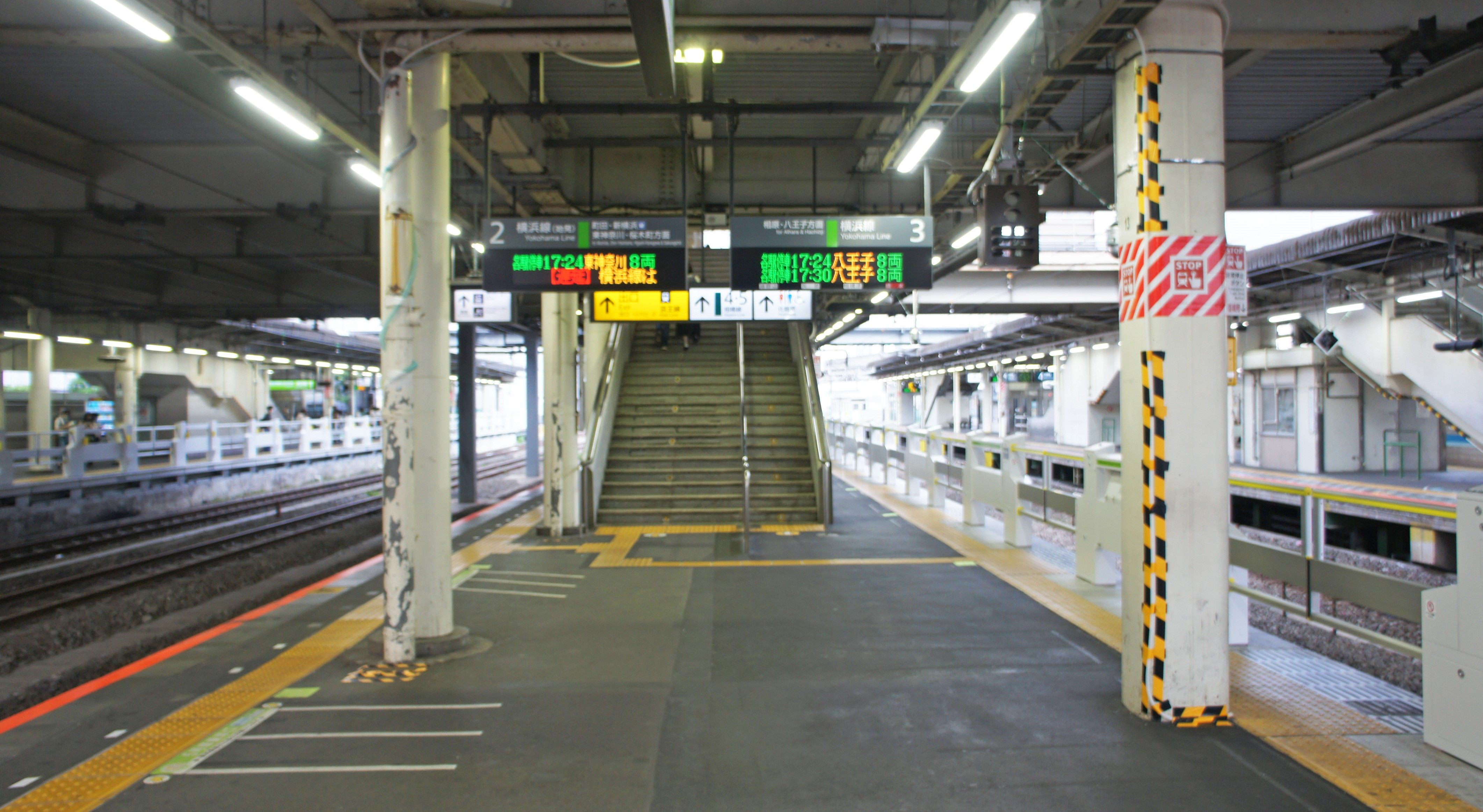
JR2、3號月台（2021年6月）
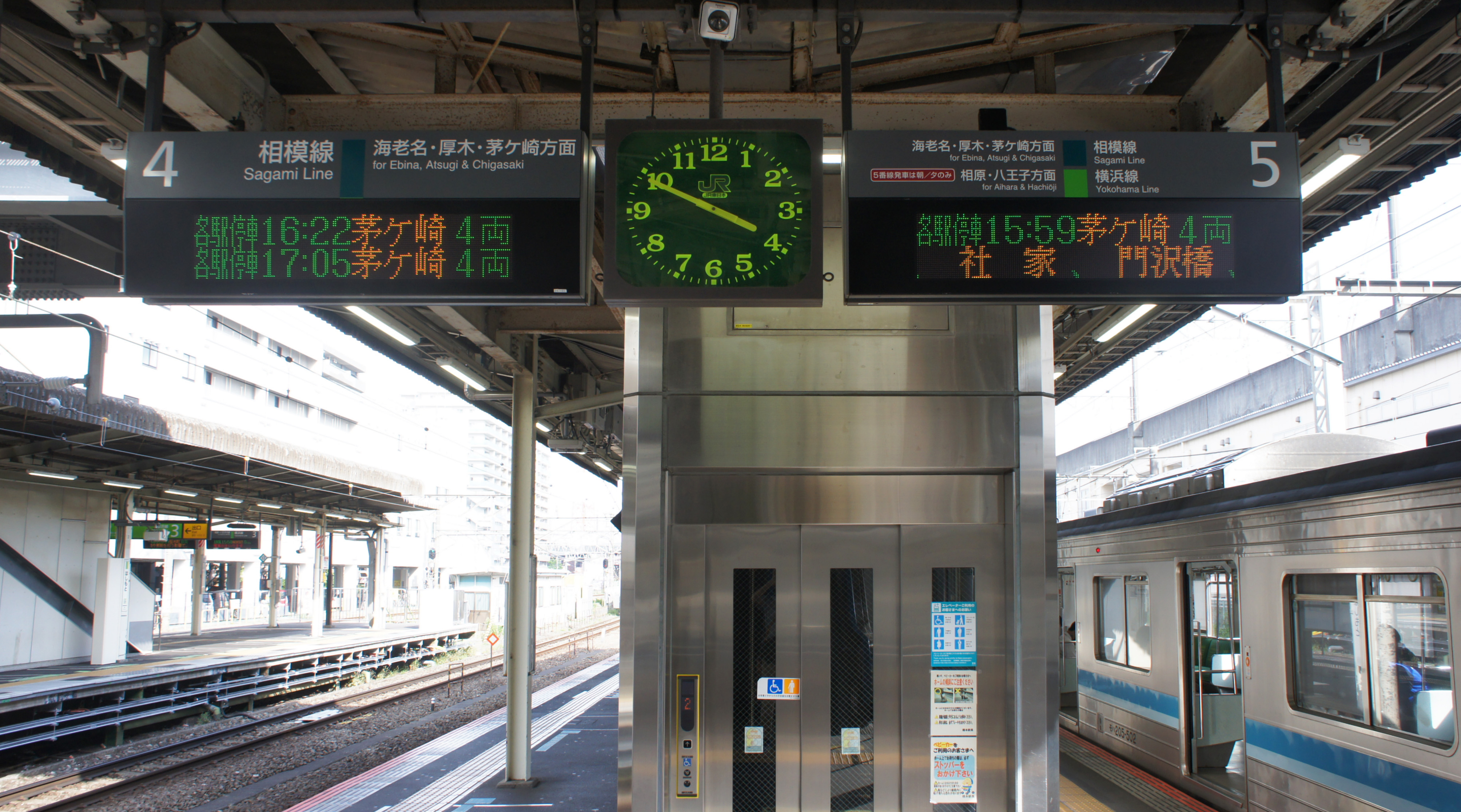
JR4、5號月台（2021年5月）

### 京王電鐵
為島式月台1面2線高架車站。月台在3樓，剪票口和連接JR站區的通道均位於2樓。設有電梯與電扶梯。
由於車站屋頂被設計成由兩側的牆壁支撐，所以月台上並沒有樁柱。

#### 月台配置
| 月台 | 路線     | 目的地                                             |
| ---- | -------- | -------------------------------------------------- |
| 1、2 | 相模原線 | 京王多摩中心、調布、明大前、笹塚、新宿、新宿線方向 |

#### 站內設備
- A LoT（日语：京王リテールサービス）（2、3樓）

通往JR、北口的通道旁的設施如下
- 京王皇冠街（日语：京王クラウン街） - 京王Store（日语：京王ストア）、啓文堂書店（日语：京王書籍販売）等。
- 2樓（剪票口層）大廳（京王Store前出口前）有三菱東京UFJ銀行ATM，大廳（京王Store口前附近）與付費區內有東京都民銀行（日语：東京都民銀行）ATM，TSUTAYA前有瑞穗銀行ATM。

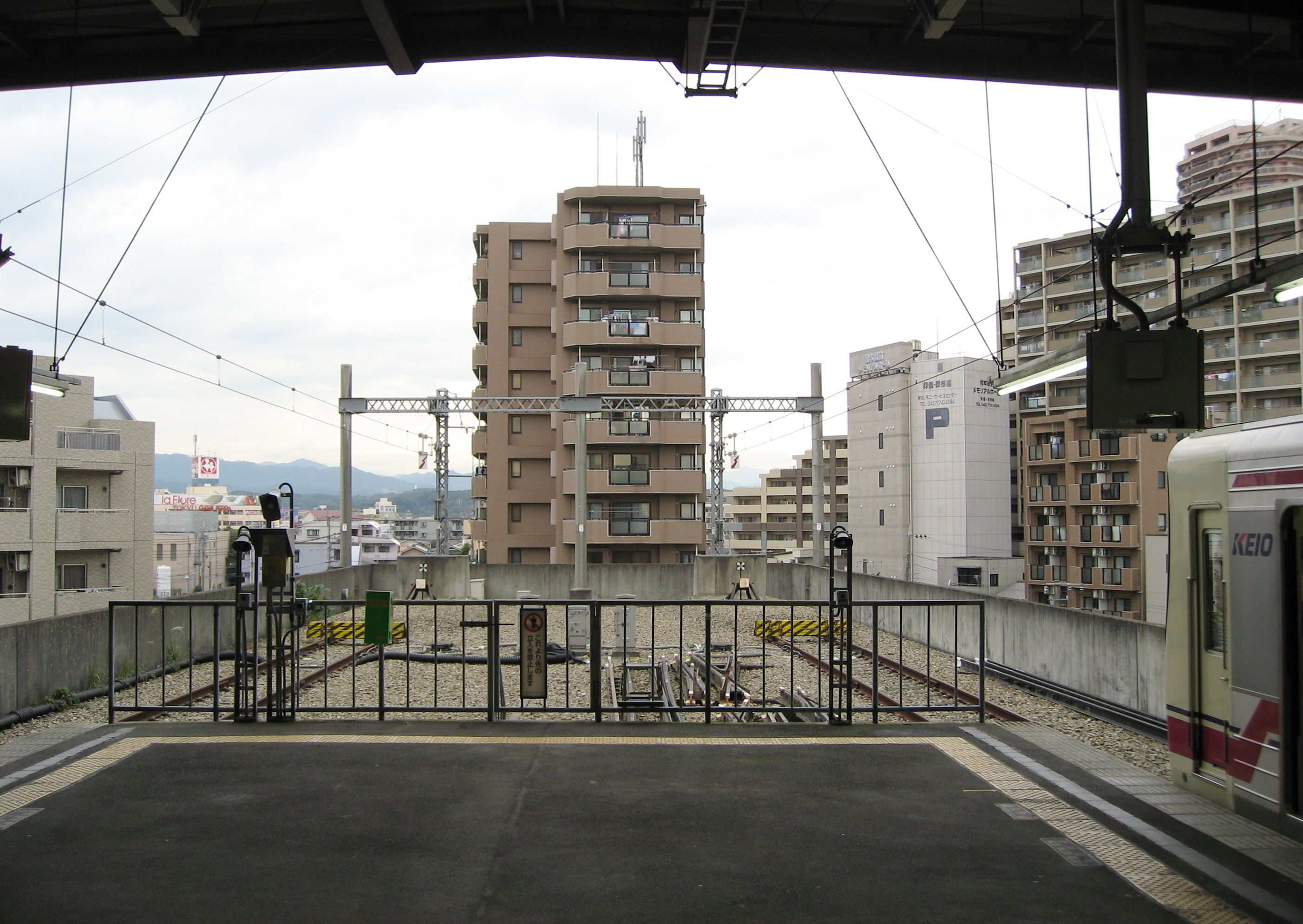
橋本站月台所見的京王相模原線終端。過去有往津久井湖方向的延伸計畫，但在1988年終止。
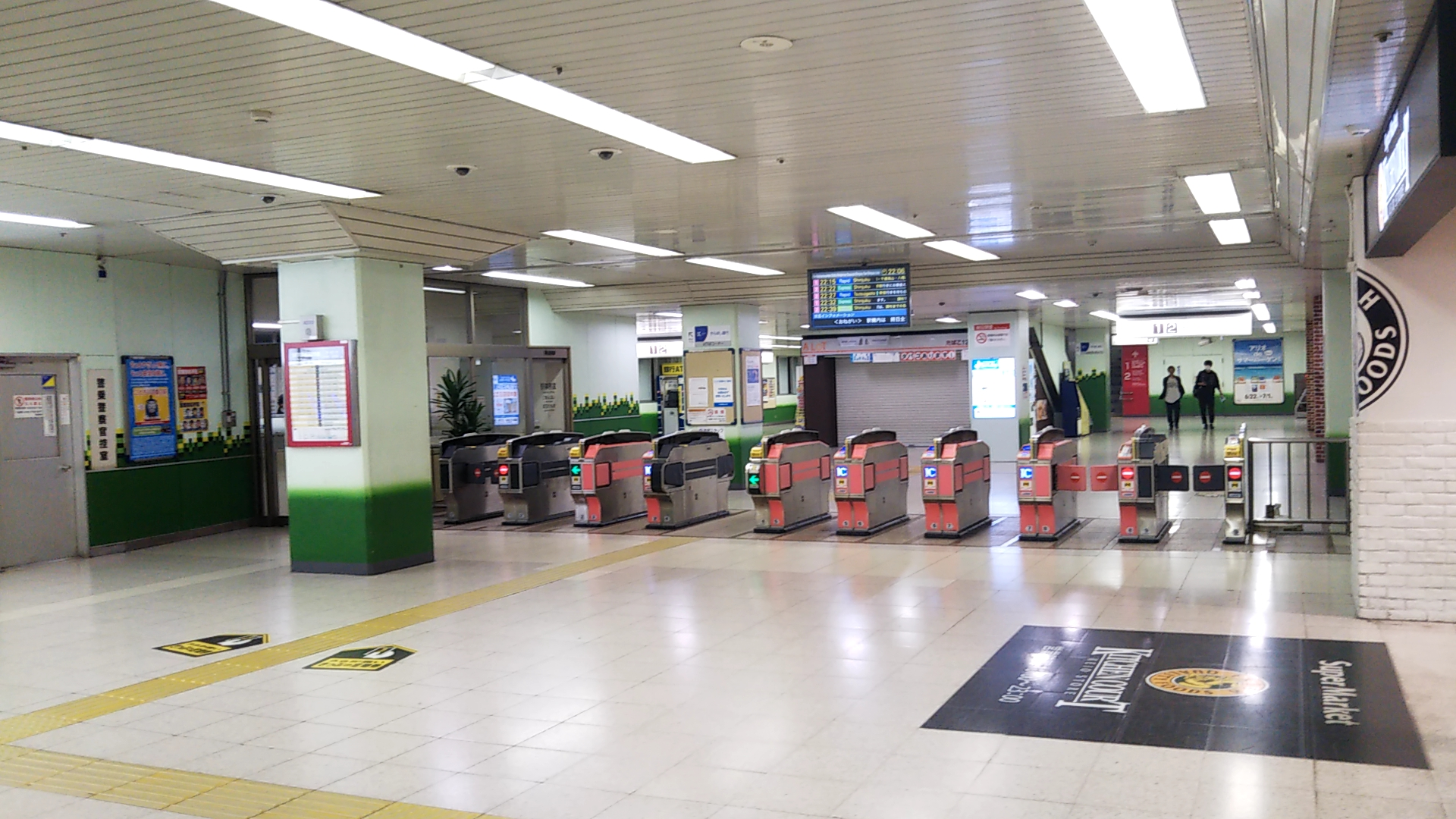
橋本站閘口（2018年6月28日）

## 使用情況
- JR東日本 - 2019年度1日平均上車人次為65,328人[利用人數 1]。
利用人數在JR東日本車站中名列第69位。橫濱線內僅次於町田站、八王子站，相模線內第一。也是相模原市內最多的JR車站，比鄰近市役所等的鄰站相模原站還多。
- 京王電鐵 - 2016年度1日平均上下車人次為95,914人[利用人數 2]。
利用人數在京王車站中次於新宿站、澀谷站、吉祥寺站、調布站、下北澤站。相模原線中次於調布站。

各年度1日平均上下車人次變化如下表（JR除外）。
| 年度               | 京王電鐵           | 京王電鐵 |
| 年度               | 1日平均 上下車人次 | 增長率   |
| ------------------ | ------------------ | -------- |
| 1990年（平成02年） | 30,205             |          |
| 1991年（平成03年） | 41,400             | 37.1%    |
| 1992年（平成04年） | 49,822             | 20.3%    |
| 1993年（平成05年） | 55,492             | 11.4%    |
| 1994年（平成06年） | 59,798             | 7.8%     |
| 1995年（平成07年） | 63,007             | 5.3%     |
| 1996年（平成08年） | 65,411             | 3.8%     |
| 1997年（平成09年） | 66,733             | 2.0%     |
| 1998年（平成10年） | 67,917             | 1.8%     |
| 1999年（平成11年） | 68,148             | 0.3%     |
| 2000年（平成12年） | 69,406             | 1.8%     |
| 2001年（平成13年） | 72,138             | 3.9%     |
| 2002年（平成14年） | 74,185             | 2.8%     |
| 2003年（平成15年） | 78,072             | 5.2%     |
| 2004年（平成16年） | 80,105             | 2.6%     |
| 2005年（平成17年） | 82,555             | 3.1%     |
| 2006年（平成18年） | 84,043             | 1.8%     |
| 2007年（平成19年） | 87,044             | 3.6%     |
| 2008年（平成20年） | 88,320             | 1.5%     |
| 2009年（平成21年） | 88,427             | 0.1%     |
| 2010年（平成22年） | 88,065             | -0.4%    |
| 2011年（平成23年） | 87,242             | -0.9%    |
| 2012年（平成24年） | 88,377             | 1.3%     |
| 2013年（平成25年） | 91,060             | 3.0%     |
| 2014年（平成26年） | 91,265             | 0.2%     |
| 2015年（平成27年） | 94,129             | 3.1%     |
| 2016年（平成28年） | 95,914             | 1.9%     |
| 2017年（平成29年） | 97,219             | 1.4%     |
| 2018年（平成30年） | 98,838             | 1.7%     |
| 2019年（令和元年） | 98,086             | −0.8%    |

各年度1日平均上車人次如下表。
| 年度               | JR東日本 | 京王電鐵 | 來源                |
| ------------------ | -------- | -------- | ------------------- |
| 1975年（昭和50年） | 15,977   | 未開業   |                     |
| 1980年（昭和55年） | 17,572   | 未開業   |                     |
| 1985年（昭和60年） | 22,379   | 未開業   |                     |
| 1990年（平成02年） | 28,733   |          |                     |
| 1993年（平成05年） | 44,944   |          |                     |
| 1995年（平成07年） | 42,090   | 32,227   | [ 神奈川縣統計 1 ]  |
| 1998年（平成10年） | 47,340   | 34,716   | [ 神奈川縣統計 2 ]  |
| 1999年（平成11年） | 47,026   | 34,463   | [ 神奈川縣統計 3 ]  |
| 2000年（平成12年） | 47,613   | 35,130   | [ 神奈川縣統計 3 ]  |
| 2001年（平成13年） | 49,028   | 36,527   | [ 神奈川縣統計 4 ]  |
| 2002年（平成14年） | 50,265   | 37,585   | [ 神奈川縣統計 5 ]  |
| 2003年（平成15年） | 52,261   | 39,444   | [ 神奈川縣統計 6 ]  |
| 2004年（平成16年） | 53,550   | 40,459   | [ 神奈川縣統計 7 ]  |
| 2005年（平成17年） | 54,854   | 41,699   | [ 神奈川縣統計 8 ]  |
| 2006年（平成18年） | 56,286   | 42,167   | [ 神奈川縣統計 9 ]  |
| 2007年（平成19年） | 58,080   | 43,275   | [ 神奈川縣統計 10 ] |
| 2008年（平成20年） | 59,081   | 43,890   | [ 神奈川縣統計 11 ] |
| 2009年（平成21年） | 59,049   | 43,888   | [ 神奈川縣統計 12 ] |
| 2010年（平成22年） | 60,122   | 43,621   | [ 神奈川縣統計 13 ] |
| 2011年（平成23年） | 60,241   | 43,135   | [ 神奈川縣統計 14 ] |
| 2012年（平成24年） | 61,127   | 43,752   | [ 神奈川縣統計 15 ] |
| 2013年（平成25年） | 62,755   | 45,101   | [ 神奈川縣統計 16 ] |
| 2014年（平成26年） | 62,565   | 45,190   | [ 神奈川縣統計 17 ] |
| 2015年（平成27年） | 64,473   | 46,530   | [ 神奈川縣統計 18 ] |
| 2016年（平成28年） | 65,375   | 47,487   | [ 神奈川縣統計 19 ] |
| 2017年（平成29年） | 65,871   | 48,115   | [ 神奈川縣統計 20 ] |
| 2018年（平成30年） | 66,136   |          |                     |
| 2019年（令和元年） | 65,328   |          |                     |

## 中央新幹線
預計連結東京都與大阪市的中央新幹線計畫通過神奈川縣相模原市附近，橋本站為設站地點候選之一。2012年2月，神奈川縣向JR東海提出讓『橋本站成為中央新幹線中間停車站』。站前的神奈川縣立相原高等學校校地可作為車站建設用地。
另外，基於將橋本站定為本縣的「北之門戶」的構想，目前正在研擬相模線複線化，和在倉見站設置東海道新幹線新站。
除了橋本站以外，預定取得駐日美軍相模總合補給廠部分用地的相模原站也以小田急電鐵多摩線延伸案吸引中央新幹線設站。但由於需穿越美軍補給廠，基於安全因素難以取得美軍同意，因此已退出競爭舞台。

## 車站周邊
作為神奈川縣北入口，縣府、市府與民間合作進行再開發。此外，本地是相模原市依據中心市街地活性化法核定的第一都市核。
車站北口一帶超高層公寓林立，建案持續不斷。住宅區綿延至北部境川對岸的町田市域。
車站西方（南口600公尺以上）的舊國鐵車輛中心用地已改建為超高層公寓與科技園區、KOHNAN、東急Store、橋本郵便局、相模原北警察署等。
車站西南部往津久井方向是較新的住宅區。過去是大山街道的舊國道16號線沿線仍可見宿場町的風貌。相原高校南側有工業區。
南口東南部的大工廠地帶，依據首都圈都市再生特別法改建為超高層公寓與大型購物中心Ario橋本等。

### 北口
北口設有行人天橋，下方是巴士圓環與計程車乘車處。行人天橋直通「mewe」（ミウィ）、「永旺」橋本店與餐飲店等入駐的「味之食彩館橋本」。
- 橋本站北口再開發大樓
  - 永旺（日语：イオン (店舗ブランド)）橋本店 - 最初預定為「橋本SOGO」[6]，但因1997年SOGO經營惡化取消，之後VIVRE（日语：ビブレ）於2000年（平成12年）3月4日開幕[7]。
  - City Plaza橋本 - 5、6樓。
- mewe橋本（日语：ミウィ橋本）（2001年（平成13年）9月14日開業[8]）
  - 相模原市橋本圖書館
  - 杜之會館橋本（杜のホールはしもと）
  - 橫濱銀行橋本支店
- 瑞穗銀行橋本支店
- 三菱東京UFJ銀行橋本支店
- 里索那銀行橋本支店
- 八千代銀行（日语：八千代銀行）橋本支店
- SING橋本
  - 唐吉訶德SING橋本站前店
  - MOVIX橋本（日语：松竹マルチプレックスシアターズ）（影城）
  - 健身俱樂部LIV橋本
- 橋本本町郵便局（日语：橋本本町郵便局）
- 橋本神明大神宮
- 東橫INN橋本站北口
- 國道16號（東京環狀）
  - 八王子繞道（日语：八王子バイパス）

### 南口

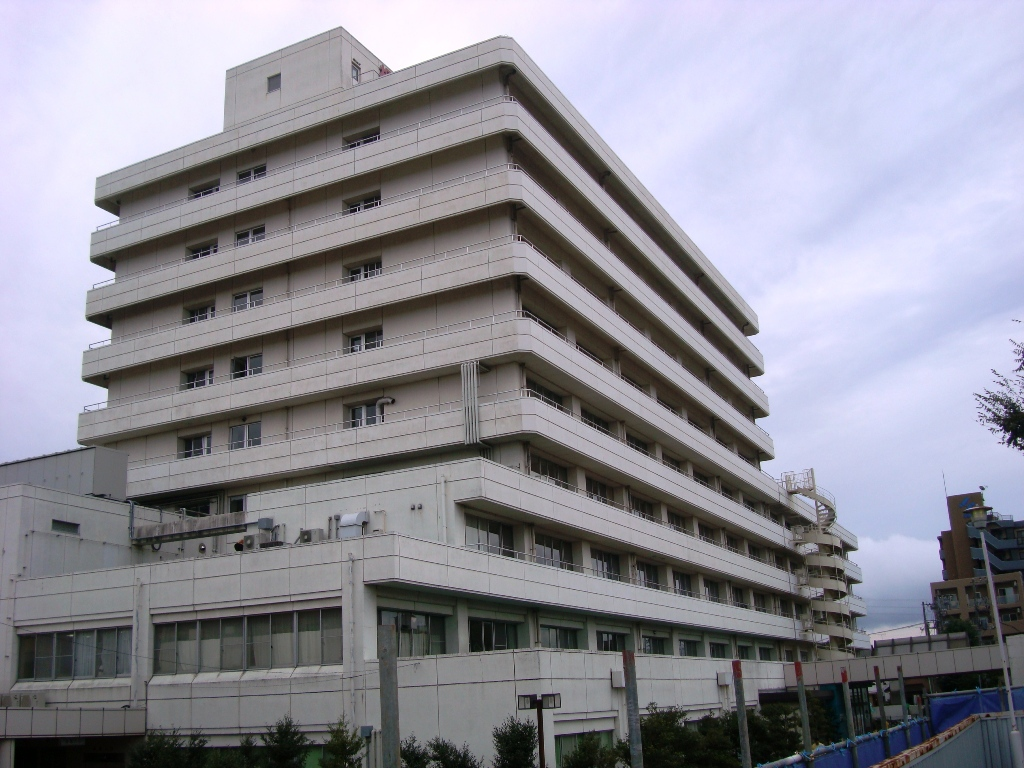
相模原協同醫院

- Ario橋本（日语：アリオ橋本）（2010年（平成22年）9月17日開業[9]）
- 神奈川縣立相原高等學校（日语：神奈川県立相原高等学校）
- 相模原協同病醫院（日语：相模原協同病院）
  - 表忠碑 - 醫院附近。山縣有朋書。
- 國道16號（東京環狀）
  - 橋本陸橋 - JR橫濱線的立體交叉
  - 橋本站南入口交差點 - 地下道（2013年7月開通）
  - 橋本五差路（橋本高架橋） - 與國道129號交點
- 國道129號 - 終點：（綠區橋本五差路交差點＝國道16號交點）
- 國道413號（日语：国道413号） - 終點：（綠區西橋本五丁目1號＝國道16號交點）
- 綠區合同廳舍
  - 相模原市綠區役所
  - 相模原北醫學中心
- HOME CENTER KOHNAN（日语：コーナン）相模原西橋本店
- ROYAL HOME CENTER（日语：ロイヤルホームセンター）相模原橋本店
- 神奈川縣立橋本高等學校（日语：神奈川県立橋本高等学校）
- 相模原市立勤勞者總合福祉中心（SUN YELL相模原，サン・エールさがみはら）
- la Flore（ラ・フロール）（2003年（平成15年）5月29日開業[10]）
  - OK（日语：オーケー）橋本店
  - 科樂美運動俱樂部（日语：コナミスポーツクラブ）
  - 野島電器（日语：コジマ）×BIG CAMERA橋本店
- 神奈川縣相模原北警察署（日语：相模原北警察署）
- 山梨信用金庫（日语：山梨信用金庫）橋本支店
- 西武信用金庫（日语：西武信用金庫）橋本支店
- 橋本郵便局（日语：橋本郵便局 (神奈川県)）
  - 郵貯銀行橋本店
  - 簡保生命橋本支店
- 靜岡銀行橋本支店
- 橋本公園
- 相模原北公園
- 正繼寺（日语：正継寺 (相模原市)）

### 巴士路線
神奈川中央交通（部分相模神奈交巴士、津久井神奈交巴士）、京王巴士南營運。

#### 橋本站北口
1號乘車處 
- 橋01：二本松、城山總合事務所入口、久保澤 、相模中野 - 三木
- 橋08：二本松、城山總合事務所入口、久保澤 - 若葉台住宅（20：22以後發車）
- 橋14：二本松、城山總合事務所入口、久保澤 - 城山
- 橋50：二本松、城山總合事務所入口、久保澤、若葉台住宅、相模中野 - 三木（深夜巴士）
- 橋11：二本松、城山總合事務所入口、久保澤 、 相模中野 、三木 - Pleasure Forest前（僅周六日）

 2號乘車處 
- 橋03：新小倉橋 - 金原 - 關 - 三木
- 橋07：小倉、串川橋、關 - 鳥居原接觸之館
- 橋09：久保澤、上中澤、三井、又野城山、野尻、原替戶- 三木
- 橋18：二本松、森下、根岸 - 東京家政學院
- 橋24：二本松、森下、真米 - 東京家政學院
- 橋26：二本松、原宿、城山總合事務所入口、大戶 - 法政大學

 3號乘車處 
- 橋52：宮下、向陽小學校前 - 相模原站北口
- 橋55：三菱電機前、向陽小學校前 - 相模原站南口

 4號乘車處 
- 南63：多摩美大前、上柚木 - 南大澤站
- 八77：鑓水、片倉台 - 八王子站南口

 5號乘車處 
- 橋16：相原（相原站）、圓林寺前 - 大戶（僅夜間）
- 橋20：相原（相原站）、圓林寺前 - 法政大學（僅平日早晨）
- 橋25：相原（相原站）、圓林寺前 - 法政大學 - 大戶
- 橋80：壽橋、堂之前 - 神奈中多摩車庫
- 町30：常盤 、根岸、保健所入口 - 町田巴士中心、町田總站
- 町60：多摩境站 、常盤、根岸、保健所入口 - 町田巴士中心、町田總站

 6號乘車處 
- 橋75：壽橋 - 多摩美術大學
- 橋76：壽橋、三目山公園 、 多摩境站、町田科技園區前 - 神奈中多摩車庫
- 橋78：壽橋、LEAFIA町田小山丘 - 多摩美術大學

#### 橋本站南口
1號乘車處 
- - 橋57：石宮、六地藏、榎戶 - 田名巴士總站、望地露營場入口
  - 橋59：旭中學校、葛輪 - 田名巴士總站、水鄉田名
  - 橋58：旭中學校、宮之上、紫陽花通中央 -下九澤團地
  - 機場連絡巴士：往成田機場（預約制）
  - 高原快線（ハイランドエクスプレス）：中央道小形山、中央道都留、中央道下吉田、富士急高原樂園 -河口湖站（預約制）（與富士急山梨巴士共同運行）（7:30發車、1日1班往返）

 2號乘車處 
- - 橋30：綠區合同廳舍前、北之丘中心、相模原總合高校入口- 相模川自然之村（相模原市社區巴士）
  - 橋34：石宮、六地藏、作之口 - 上溝
  - 橋36：石宮、六地藏、內出、上九澤團地 - 上大島
  - 橋40：旭中學校、綠丘 - 峽之原車庫行
  - 夜間高速巴士：往京都、大阪、神戶（日语：シャルム号）（預約制，山陽巴士（日语：山陽バス）、南海巴士（日语：南海バス）共同運行）

 3號乘車處 
- - 橋27：綠區合同廳舍前、二本松二丁目 - 原宿五丁目
  - 橋33：綠區合同廳舍前、內出 - 上大島
  - 橋41：綠區合同廳舍前、西橋本三丁目 - 峽之原車庫

4號乘車處
- - 橋08：二本松、城山總合事務所入口、久保澤 - 若葉台住宅
  - 橋28：二本松、町屋本町、若葉台七丁目 - 若葉台住宅

 5號乘車處 
- - 橋05：二本松、城山總合事務所入口、久保澤 、 葉山 - 小澤
  - 橋30：往Ario橋本

京王巴士南營運以本站為終點站的深夜巴士。
- NT01：多摩中心站 - 京王堀之內站 - 南大澤站 - 內裏谷戶公園 - 多摩境站 - 橋本站（平日運行）
- 深夜急行巴士：新宿站西口 - 稻城站 - 若葉台站 - 永山站 - 多摩中心站 - 京王堀之內站 - 南大澤站 - 多摩境站 - 橋本站（平日運行）

## 相鄰車站
東日本旅客鐵道（JR東日本）
 橫濱線
- 特急「濱甲斐路」停車站

■快速、■各站停車
相模原（JH 27）－橋本（JH 28）－相原（JH 29）
■相模線
南橋本－橋本（－相原）
 京王電鐵
 相模原線
■特急、■準特急、■急行
南大澤（KO43）－橋本（KO45）
■區間急行、■快速、■各站停車（區間急行、快速至調布為止各站停車）
多摩境（KO44）－橋本（KO45）

### 使用情況
JR、私鐵1日平均使用人數
1. ↑  JR東日本 各站上車人次 的存檔，存档日期2001-05-06.
2. ↑  .   [2016-03-27]. （原始内容存档于2013-02-02）.

神奈川縣縣勢要覽
1. ↑  線區別站別上車人次（1日平均）變化PDF
2. ↑  神奈川縣資料（平成12年度）
3. 1 2  神奈川縣資料（平成13年度）PDF
4. ↑  神奈川縣資料（平成14年度）PDF
5. ↑  神奈川縣資料（平成15年度）PDF
6. ↑  神奈川縣資料（平成16年度）PDF
7. ↑  神奈川縣資料（平成17年度）PDF
8. ↑  神奈川縣資料（平成18年度）PDF
9. ↑  神奈川縣資料（平成19年度）PDF
10. ↑  神奈川縣資料（平成20年度）PDF
11. ↑  神奈川縣資料（平成21年度）PDF
12. ↑  神奈川縣資料（平成22年度）PDF
13. ↑  神奈川縣資料（平成23年度）PDF
14. ↑  神奈川縣資料（平成24年度）PDF
15. ↑  神奈川縣資料（平成25年度）PDF
16. ↑  神奈川縣資料（平成26年度）PDF
17. ↑  神奈川県県勢要覧（平成27年度）PDF
18. ↑  神奈川県県勢要覧（平成28年度）PDF
19. ↑  神奈川県県勢要覧（平成29年度）PDF
20. ↑  神奈川県県勢要覧（平成30年度）PDF

JR東日本1999年度以後的上車人次
1. ↑  .   [2016-03-27]. （原始内容存档于2017-06-27）.
2. ↑  JR東日本 各站上車人次（2000年度） 的存檔，存档日期2014-10-09.
3. ↑  .   [2016-03-27]. （原始内容存档于2016-08-16）.
4. ↑  .   [2016-03-27]. （原始内容存档于2016-10-16）.
5. ↑  .   [2016-03-27]. （原始内容存档于2017-09-10）.
6. ↑  .   [2016-03-27]. （原始内容存档于2017-06-27）.
7. ↑  JR東日本 各站上車人次（2005年度） 的存檔，存档日期2014-10-09.
8. ↑  .   [2016-03-27]. （原始内容存档于2017-06-27）.
9. ↑  .   [2016-03-27]. （原始内容存档于2016-10-16）.
10. ↑  .   [2016-03-27]. （原始内容存档于2017-06-27）.
11. ↑  .   [2016-03-27]. （原始内容存档于2017-06-08）.
12. ↑  JR東日本 各站上車人次（2010年度） 的存檔，存档日期2014-10-06.
13. ↑  JR東日本 各站上車人次（2011年度） 的存檔，存档日期2014-10-08.
14. ↑  JR東日本 各站上車人次（2012年度） 的存檔，存档日期2014-10-07.
15. ↑  .   [2016-03-27]. （原始内容存档于2017-06-08）.
16. ↑  .   [2017-07-12]. （原始内容存档于2017-06-08）.
17. ↑  .   [2014-08-27]. （原始内容存档于2001-05-06）.
18. ↑  各駅の乗車人員（2016年度） （页面存档备份，存于） - JR東日本
19. ↑  各駅の乗車人員（2017年度） （页面存档备份，存于） - JR東日本
20. ↑  各駅の乗車人員（2018年度） （页面存档备份，存于） - JR東日本
21. ↑  各駅の乗車人員（2019年度） （页面存档备份，存于） - JR東日本

JR、私鐵的統計資料
1. ↑  各種報告書 （页面存档备份，存于） - 關東交通廣告協議會
2. ↑  相模原市統計書 （页面存档备份，存于） - 相模原市
3. ↑  .   [2016-03-27]. （原始内容存档于2015-09-27）.

## 外部連結
- 車站資訊（橋本）：東日本旅客鐵道
- 橋本 - 京王電鐵